# زوال عصبی
زوال عصبی (به انگلیسی: Neurodegeneration) ازدست رفتن ساختار یا عملکرد یاخته‌های عصبی یا مرگشان است. بسیاری از بیماری‌های زوال عصبی، شامل اسکلروز جانبی آمیوتروفیک، اسکلروز چندگانه، بیماری بارکینسون، بیماری آلزایمر، بیماری هانتینگتون و بیماری پریون، در نتیجه زوال عصبی بوجود می‌آیند. چنین بیماری‌هایی غیرقابل درمان اند و منجر به زوال پیش رونده یاخته‌های عصبی می‌گردند. با پیشرفت تحقیقات، شباهت‌های بسیاری یافت می‌شوند که این بیماری‌ها را در سطح زیر-سلولی به یک دیگر مرتبط می‌سازند. کشف این شباهت‌ها امیدهایی برای پیشرفت‌های درمانی ایجاد می‌کنند که امکان بهبود بسیاری از این بیماری‌ها را به‌طور همزمان میسر می‌سازند. بین اختلالات زوال عصبی مختلف، شباهت‌هایی چون سرهمبندی شدن غیرمعمول پروتئین‌ها یا القای مرگ سلولی وجود دارد. زوال عصبی را می‌توان در سطوح مختلفی از مدارهای عصبی از سطح مولکولی گرفته تا سطوح سیستمی یافت.